# Polyzonus nitidicollis
Polyzonus nitidicollis là một loài bọ cánh cứng trong họ Cerambycidae.